# لایشلینگن
شهر لایشلینگن (به آلمانی: Leichlingen) در ایالت نوردارین-وستفالن در کشور آلمان واقع شده‌است.